# Paweł Rojek
Paweł Maciej Rojek (ur. 24 lutego 1981 w Brzegu) – filozof i socjolog, adiunkt w Instytucie Filozofii Uniwersytetu Jagiellońskiego.

## Życiorys
W 2004 roku ukończył studia filozoficzne na Uniwersytecie Jagiellońskim, broniąc pracę magisterską pt. O abstrakcyjnych i konkretnych uniwersaliach (promotor: Jerzy Szymura). W 2008 na tej samej uczelni ukończył studia socjologiczne i obronił pracę magisterską pt. Struktura solidarnościowego rozumu (promotor: Grażyna Skąpska).  17 października 2013 roku doktoryzował się na Uniwersytecie Jagiellońskim na podstawie rozprawy pt. Kategoria abstrakcyjnego particulare na gruncie różnych teorii uniwersaliów (promotor: Jerzy Szymura).
W latach 2013–2016 był zatrudniony na stanowisku asystenta w Katedrze Filozofii Religii Uniwersytetu Papieskiego Jana Pawła II w Krakowie. Od roku 2016 pracuje na stanowisku adiunkta w Zakładzie Ontologii Instytutu Filozofii UJ. Zajmuje się metafizyką analityczną, filozofią religii, filozofią rosyjską i ideami w Polsce. W latach 2014-2018 współorganizował coroczne międzynarodowe konferencje poświęcone filozofii rosyjskiej Krakow Meetings. W latach 2014–2018 realizował grant Ontologia relacji i tożsamość społeczna przyznany przez Narodowe Centrum Nauki w ramach programu SONATA.
Od 2010 roku był redaktorem kwartalnika „Pressje”, a w latach 2011–2015 pełnił funkcję redaktora naczelnego. Od 2010 roku członek Klubu Jagiellońskiego, w latach 2010–2012 członek Zarządu Klubu, od 2012 roku członek Rady Klubu. Jest jednym z fundatorów powstałej w 2020 roku Fundacji Dziedzictwo Europy, a od 27 maja 2021 roku jej prezesem. Mieszka w Krakowie.

## Nagrody i stypendia
- Stypendysta programu START Fundacji na rzecz Nauki Polskiej (2007–2008)[8].

- Laureat nagrody I stopnia im. Floriana Znanieckiego przyznawanej przez Polskie Towarzystwo Socjologiczne (2008)[9].
- Stypendysta Ministra Nauki i Szkolnictwa Wyższego dla wybitnych młodych naukowców (2015-2018)[6].
- Stypendysta Fundacji Augusta hr. Cieszkowskiego (2018)[10],
- Nominacja do Nagrody Literackiej im. Józefa Mackiewicza za książkę Awangardowy konserwatyzm[6].
- Nominacja do Nagrody Identitas za książkę Awangardowy konserwatyzm[6].

## Publikacje

### Książki
- Semiotyka Solidarności: analiza dyskursów PZPR i NSZZ Solidarność w 1981 roku, Kraków: Zakład Wydawniczy Nomos, 2009, s. 264, ISBN 978-83-7688-002-0 [dostęp 2025-06-13].
- Przekleństwo imperium: źródła rosyjskiego zachowania, Kraków: Wydawnictwo M, 2014, s. 117, ISBN 978-83-7595-912-3.
  - Przekład czeski: Rusko: prokletí impéria. Zdroje ruského politického chování, Josef Mlejnek (tłum.), Brno: Centrum pro studium demokracie, 2015, s. 156.
- Awangardowy konserwatyzm: idea polska w późnej nowoczesności, Biblioteka Myśli Politycznej, Kraków: Ośrodek Myśli Politycznej, 2016, s. 220, ISBN 978-83-64753-52-7.
- Liturgia dziejów: Jan Paweł II i polski mesjanizm, Kraków: Wydawnictwo M, 2016, s. 332, ISBN 978-83-8043-211-6.
- Tropy i uniwersalia: badania ontologiczne, Warszawa: Wydawnictwo Naukowe Semper, 2019, s. 296, ISBN 978-83-7507-264-8.

### Publikacje redagowane
- Teresa Obolevitch, Paweł Rojek (red.), Religion and culture in Russian thought: philosophical, theological and literary perspectives, Kraków: Uniwersytet Papieski Jana Pawła II, 2014, s. 186, ISBN 978-83-7438-380-6.
- Mrówczynski-Van Allen A., Obolevitch T., Rojek P. (red.), Apology of culture: religion and culture in Russian thought, Eugene, Oregon: Pickwick Publications, 2015, s. 241, ISBN 978-1-4982-0398-2.
- Teresa Obolevitch, Paweł Rojek (red.), Faith and reason in Russian thought, Kraków: Copernicus Center Press, 2015, s. 254, ISBN 978-83-7886-167-6.
- Teresa Obolevitch, Paweł Rojek (red.), Overcoming the secular: Russian religious philosophy and post-secularism, Kraków: The Pontifical University of John Paul II in Krakow Press, 2015, s. 192, ISBN 978-83-7438-444-5.
- Mrówczynski-Van Allen A., Obolevitch T., Rojek P. (red.), Beyond modernity: Russian religious philosophy and post-secularism, Eugene, Oregon: Pickwick Publications, 2016, s. 273, ISBN 978-1-4982-3978-3.
- Mrówczynski-Van Allen A., Obolevitch T., Rojek P. (red.), Peter Chaadaev: Between the Love of Fatherland and the Love of Truth, Eugene, Oregon: Pickwick Publications, 2018, s. 202, ISBN 978-1-5326-4361-3.
- Paweł Rojek (red.), Społeczeństwo teologiczne: Polska teologia narodu 966–2016, Kraków: Wydawnictwo M, 2016, s. 413, ISBN 978-83-8043-212-3.

### Wybrane artykuły
- Three Trope Theories, „Axiomathes” 2008, nr 18, s. 359–377.
- Konkretny powszechnik, „Principia” 2009, nr 51–52, s. 77–91.
- Towards a Logic of Negative Theology, [w:] Andrew Schumann (red.), Logic in Religious Discourse, Hausenstamm: Ontos Verlag 2010, s. 192–215 (polski przekład: Logika teologii negatywnej, „Pressje” 2012, nr 29, s. 216−231).
- Sofiâ i problema universalij, [w:] V. N. Porus (red.), Sofiologiâ (Seriâ «Bogoslovie i nauka»), Moskva: Biblejsko-Bogoslovskij Institut Sv. Apostola Andreâ 2010, s. 178–195.
- Filar i podpora prawdy jako lekarstwo na melancholię. „Christianitas”. 44, s. 302–316, 2010. ISSN 1508-5813.
- Mesjanizm integralny, „Pressje” 2012, nr 28, s. 20−49.
- The Logic of Palamism, [w:] Andrew Schumann (red.), Logic in Orthodox Christian Thinking, Hausenstamm: Ontos Verlag 2013, s. 38–80.
- Semiotyka Eucharystii, „Pressje” 2013, nr 32–33, s. 16−33.
- Powrót duszy polskiej, [w:] Marek Cichocki (red.), Konserwatyzm, państwo, pokolenie. Tom konferencyjny pamięci Tomasza Merty, Warszawa: Teologia Polityczna 2013, s. 215–241.
- Analytic patristics. The Logic of Apophaticism, Natural Theology, and the Metaphysics of the Trinity, „Studies in East European Thought” 2025, nr 1, s. 51–84.

### Tłumaczenia
- Włodzimierz S. Sołowjow, Uzasadnienie dobra, przeł. Paweł Rojek oraz Marek Kita, Katarzyna Janowska i Leszek Augustyn, Kraków: Wydawnictwo Uniwersytetu Jagiellońskiego 2008, s. 455.
- Paweł Florenski, Sens idealizmu. Metafizyka rodzaju i oblicza oraz inne pisma, red. Teresa Obolevitch i Paweł Rojek, przeł. Teresa Obolevitch, Paweł Rojek i Bogdan Strachowski, Warszawa: Wydawnictwo IFiS PAN 2009, s. 190.
- Eleazar Mieletinski, Pochodzenie eposu bohaterskiego. Wczesne formy i archaiczne zabytki, Kraków: Nomos 2009, s. 488.
- Władimir Propp, Morfologia bajki magicznej, Kraków: Nomos 2011, s. 206.